# 허다정
허다정(1977년 5월 1일 ~ )은 대한민국의 배우이다. 2007년에 영화로 데뷔를 하였다.

## 영화
- 2007년 : 챔피언 마빡이
- 2010년 : 첫사랑 열전
- 2014년 : 화창한 그날들
- 2015년 : 연평해전
- 2016년 : 대배우
- 2018년 : 출국
- 2019년 : 사바하
- 2019년 : 미성년

## 드라마
- 2016년 : KBS 드라마 《월계수 양복점 신사들》

## 연극
- 2010년 : 아내가 집을 비운 사이